# 810-ті
Раннє Середньовіччя •  Епохи вікінгів •  Золота доба ісламу •  Реконкіста
У Східній Римській імперії правили Никифор I, Михаїл I Рангаве, Лев V Вірменин, Михаїл II Травл. Франкським королівством правили Карл Великий, Римський імператор, та його син Людовик Благочестивий. Північна частина Апеннінського півострова належала Каролінзькій імперії, Папа Римський управляв Римською областю, на південь від неї існувало кілька незалежних герцогств, Візантія зберігала за собою деякі території на півночі та півдні Італії. Більшу частину Піренейського півострова займав Кордовський емірат, на північному заході лежало християнське королівство Астурія. В Англії тривав період гептархії. Існували слов'янські держави князівство Карантанія як васал Франкського королівства та Перше Болгарське царство.
В арабському халіфаті тривало правління Аббасидів, в Магрибі та Іспанії існували незалежні мусульманські держави. У Китаї тривало правління династії Тан. Буддійська держави Пала охоплювала значну частину Індії. В Японії тривав період Хей'ан. У степах між Азовським морем та Аралом існував Хазарський каганат. Степи на північ від Китаю займає Уйгурський каганат, тюрки мігрували на захід.
На території лісостепової України в IX столітті літописці згадують слов'янські племена білих хорватів, бужан, волинян, деревлян, дулібів, полян, сіверян, тиверців, уличів. У Північному Причорномор'ї співіснують різні кочові племена, зокрема булгари, хозари, алани, авари, тюрки, угри, кримські готи. Херсонес Таврійський належить Візантії.

## Події
- 811 року розпочалася четверта фітна, громадянська війна в Аббасидському халіфаті, внаслідок якої до влади прийшов аль-Мамун. Він винагородив своїх сподвижників, віддавши їм правління в Середній Азії та Хорасані. Це започаткувало династії Саманідів та Тахіридів.
- 811 року булгарський хан Крум завдав поразки Візантії у битві при Вербиському проході, в якій загинув василевс Никифор I, а його син Ставракій зазнав важкої рани. Крум взяв в облогу Константинополь, але помер 814 року.
- 812 року василевс Михаїл I Рангаве визнав Карла Великого імператором, а франки згодилися повернути Візантії Венецію, Істрію та Далмацію.
- З 813 року, коли до влади прийшов Лев V Вірменин, у Візантійській імперії відновилася політика іконоборства. Гоніння ікон тривало, то посилювалося, то послаблювалося залежно від того, який імператор очолював Імперію.
- 814 року помер Римський імператор, король франків та лангобардів Карл Великий. Правителем Каролінзької імперії став його син Людовик Благочестивий.
- 815 року розпочалося повстання проти халіфату в Азербайджані та Персії, яке очолив Бабек. Повстання триватиме понад 20 років.
- 816 — кінець понтифікату Папи Лева III;
- 816—817 — понтифікат Папи Стефана IV (V);
- 817 — початок понтифікату Папи Пасхалія I.
- 819 року проти франкського правління збунтувалися хорвати на чолі з Людевітом Посавським. Повстання підтримали слов'яни Карантанії, Паннонії та серби. Франки придушили повстання до 822 року.